# NGC 2112
NGC 2112 (również OCL 509) – gromada otwarta znajdująca się w gwiazdozbiorze Oriona. Odkrył ją William Herschel 1 stycznia 1786 roku. Jest położona w odległości ok. 3,1 tys. lat świetlnych od Słońca.